# Каминский, Владимир Дмитриевич
Владимир Дмитриевич Каминский (23 сентября 1952, Оренбург — 3 января 2011, Саратов) —советский и  российский кларнетист, солист Академического симфонического оркестра Саратовской филармонии, заслуженный артист Российской Федерации (1996).

## Биография
Владимир Дмитриевич Каминский родился 23 сентября 1952 года в Оренбурге. В 1964 поступил в Московскую военно-музыкальную школу Министерства Обороны СССР в класс кларнета Е.М.Егорова, которую окончил в 1971. В 1971-1973 проходил службу в армии.
В 1973-1980 солист симфонического оркестра Саратовского Академического театра оперы и балета им. Н.Г.Чернышевского. В 1984 окончил Московскую консерваторию по классу кларнета у профессора В.В.Петрова. В 1984-2001 солист-концертмейстер группы кларнетов Академического симфонического оркестра Саратовской филармонии. В 1994 удостоен почётного звания Заслуженный артист Российской Федерации.
Владимир Дмитриевич Каминский скончался 3 января 2011 года в Саратове.

## Награды и звания
Заслуженный артист Российской Федерации (9 апреля 1996)